# الانتحار في روسيا
يشكل الانتحار في روسيا قضية اجتماعية وطنية مهمة. فاعتبارا من أبريل 2016، انخفض معدل الانتحار بنسبة 7.2 في المئة مقارنة مع ما تم تسجيله سنة 2015، وبلغ 15.4 حالة انتحار لكل 100 ألف مواطن، وهذا المعدل هو الأدنى على مدى 54 عاما. وفي هذا الصدد، كان قد اهتدى الباحثون إلى وجود علاقة وثيقة بين ظاهرة الانتحار والاستهلاك الكبير للكحول في روسيا.

## أرقام
في عام 2015، تم تسجيل معدل 17.1 حالة انتحار لكل 100 ألف شخص. في 2016، انخفض هذا الرقم إلى 15.6 حالة.
معدل الانتحار في روسيا في انخفاض ثابت منذ أن بلغ ذروته في منتصف تسعينيات القرن الماضي حين سجل معدل 40 حالة لكل 100 ألف شخص، كما أنه سجل نسبة انخفاض وصلت إلى 30 في المئة بين عامي 2001 و2006. في سنة 2007، كانت نسبة 22 في المئة من حالات الانتحار مرتكبة من طرف أشخاص تتراوح أعمارهم مابين 40 و49 سنة.

## الكحول والانتحار
يعتبر التعاطي المفرط للكحول عاملا مهما في نعدل الانتحار، حيث تشير التقديرات إلى أن حوالي نصف حالات الانتحار مرتبطة بإدمان الكحول.. معدل الانتحار منذ التسعينيات في انخفاض مستمر، ونفس الأمر كذلك فيما يخص معدل استهلاك الفرد من الكحول، على الرغم من الأزمات الاقتصادية التي عاشتها روسيا منذ تلك الفترة، ولذلك يعتقد أن استهلاك الكحول عامل مؤثر أكثر من الظروف الاقتصادية.

## انتحار المراهقين
في عام 2012، كان معدل الانتحار في صفوف المراهقين أعلى بثلاث مرات من المعدل العالمي.

## إحصائيات سنة 2006
| الفئة العمرية                | 5–14 | 15–24 | 25–34 | 35–44 | 45–54 | 55–64 | 65–74 | 75+  |
| ---------------------------- | ---- | ----- | ----- | ----- | ----- | ----- | ----- | ---- |
| ذكور                         | 2.8  | 43.7  | 70.9  | 66.3  | 71.4  | 61.6  | 70.0  | 86.5 |
| إناث                         | 1.1  | 7.4   | 9.0   | 9.1   | 10.3  | 8.9   | 13.3  | 24.8 |
| المعدل                       | 2.0  | 25.8  | 39.8  | 36.9  | 38.6  | 31.4  | 33.8  | 40.7 |
| المصدر: منظمة الصحة العالمية |      |       |       |       |       |       |       |      |